# Bryan García (calciatore 1995)
Bryan García (25 maggio 1995) è un calciatore nicaraguense, centrocampista del Real Estelí.

## Carriera

### Club
Ha sempre giocato nel campionato nicaraguense.

### Nazionale
Ha debuttato in Nazionale nel 2015 ed è stato successivamente convocato per la Gold Cup.